# Brave Fencer Musashi
Brave Fencer Musashi (ブレイヴフェンサー 武蔵伝 Bureivu Fensā Musashiden?, «Brave Fencer: The Legend of Musashi») es un videojuego de rol de acción desarrollado y publicado por Square en 1998 para la consola doméstica PlayStation. El juego implica combates con espadas en tiempo real en un entorno 3D; también presenta segmentos de diálogos con voz y elementos de juegos de rol, como un ciclo día-noche y descanso para recuperar energía.
La historia sigue a Musashi, un joven espadachín que es convocado a un mundo paralelo para defender el Reino Allucaneet del Imperio Thirstquencher. Busca los Cinco Pergaminos, que pueden mejorar los poderes de su espada, mientras interactúa con personas de Allucaneet y una aldea cercana.
El desarrollo comenzó a principios de 1997 y fue dirigido por Yoichi Yoshimoto, producido por Yusuke Hirata y musicalizado por Tsuyoshi Sekito. El juego fue una desviación de los videojuegos de rol anteriores de Square, lo que trajo al equipo varias dificultades durante el desarrollo. Recibió una respuesta crítica positiva; los revisores elogiaron los gráficos en comparación con otros juegos similares de la época y encontraron la jugabilidad, especialmente los elementos de acción, muy convincente. Musashi recibió una secuela en 2005 para PlayStation 2 con el nombre de Musashi: Samurai Legend.

## Trama
Un joven conocido como Musashi, reencarnado del legendario Brave Fencer Musashi que salvó al Reino de Allucaneet de un monstruo llamado el Mago de la Oscuridad 150 años antes, es convocado a Allucaneet por su gobernante, la Princesa Fillet, para salvarlo del invasor Imperio Thirstquencher. Musashi recibe la espada Fusion y se le encarga la tarea de obtener la espada de Brave Fencer Musashi, Lumina, la Espada de la Luminiscencia, antes de que lo haga el Ejército Thirstquencher. Aunque Musashi no tiene intención de salvar el reino, acepta hacerlo para poder regresar a su tierra natal. Después de que Musashi recupera a Lumina, descubre que la mayoría de la gente del reino Allucaneet, incluido Fillet, ha sido secuestrada por el Imperio Thirstquencher. Para rescatar a todos los residentes de Allucaneet y derrotar al Imperio, Musashi comienza a buscar los Cinco Pergaminos; cada uno con un poder elemental capaz de aumentar en gran medida los poderes de la espada Lumina.
Con la ayuda del cazador de tesoros Jon, Musashi encuentra el Pergamino de la Tierra y derrota a su guardián de la cresta. Después de su derrota, unas criaturas mitad vampiro y mitad zombi conocidas como Vambees aparecen en la aldea cercana. Mientras busca una manera de detener a los Vambees, Musashi encuentra el Pergamino de Agua y derrota a su guardián de la cresta en el sótano donde se originan los Vambees. Mientras Musashi busca el Pergamino de Fuego, el rival de Musashi, Kojiro, secuestra a la Princesa Fillet y la usa como rehén para forzar una batalla con Musashi. Una vez que Kojiro es derrotado, Filet es rescatado. Musashi luego busca ladrones del Imperio Thirstquencher y se dirige al siguiente guardián de la cresta. Luego se revela que la Princesa Fillet es en realidad uno de los ladrones disfrazados de Thirstquencher, y que el verdadero Filet todavía está en sus manos. Musashi luego continúa su viaje, encuentra el Pergamino del Viento y derrota a su guardián de la cresta en un hormiguero.
Después de encontrar el quinto y último pergamino, el Sky Scroll, Musashi descubre la base de Thirstquencher, un barco flotante conocido como Soda Fountain. Musashi ataca la base y derrota al Sky Guardian. El líder de Thirstquencher, Flatski, obliga a Musashi a darle Lumina a cambio de la Princesa y libera Sky Crest. Sin embargo, esto desata al Mago de la Oscuridad, que estuvo sellado dentro de la espada Lumina del Brave Fencer Musashi todo el tiempo. Jon también revela que el Brave Fencer Musashi original selló al Mago Oscuro dentro de la espada. Además, fue Brave Fencer Musashi quien confió las crestas a los guardianes de las crestas para evitar que se rompiera el sello del Mago Oscuro dentro de Lumina. En efecto, la búsqueda del actual Musashi simplemente ayudó al resurgimiento del Mago Oscuro. Musashi recupera a Lumina y la usa para derrotar al Mago Oscuro. Después de devolver a la princesa al Reino de Allucaneet, Musashi lleva a Lumina al lugar donde la encontró.

## Modo de juego
Musashi es un juego de rol de acción en el que el jugador lucha contra enemigos con una espada. El jugador controla al personaje principal, Musashi, que lucha contra una variedad de enemigos usando sus espadas Fusion y Lumina y busca cinco pergaminos que aumentarán la fuerza de Lumina y le otorgarán nuevas habilidades. También hay varios minijuegos y acertijos repartidos por todas partes que deben completarse para avanzar en la trama. Las dos espadas que usa tienen habilidades y usos variados. Fusion, que se asemeja a una katana, se usa para encadenar combos rápidos y también se puede usar para absorber energía Bincho, que es un tipo de sistema de puntos mágicos que controla cuántos hechizos puede lanzar un jugador y con qué rapidez, o absorber habilidades de enemigos. La otra espada es Lumina, un arma grande de doble filo que por sí sola no puede usarse eficazmente en combos; en cambio, puede estar imbuido de propiedades elementales de los Pergaminos. Lumina es principalmente ofensiva, pero en combinación con los cinco pergaminos elementales, adquiere nuevas habilidades. Las dos espadas se pueden usar junto con ciertas técnicas otorgadas por varios habitantes del pueblo rescatados.
El juego presenta un reloj dentro del juego y un sistema día-noche que afecta a la gente del pueblo y a algunas de las criaturas en el campo —es decir, los Minku, criaturas de las cuales Musashi puede obtener bayas para aumentar su estadística de salud general—, además de obligar a El jugador debe prestar atención al índice de fatiga de Musashi que aumenta con el tiempo con la falta de sueño, el cual, si baja demasiado, tendrá un efecto perjudicial en la capacidad de combate de Musashi y, en algún momento, se verá obligado a dormir en el acto, dejándolo indefenso hasta que se recupere.
El jugador puede ir a una posada para recuperar la salud de Musashi o hacer que duerma al aire libre sin una recuperación completa y con peligro de que pueda ser atacado por enemigos. Para pasar el tiempo, el jugador también puede optar por coleccionar varias figuras de acción, que se asemejan a modelos más detallados de casi todos los personajes y monstruos, disponibles en la juguetería de la ciudad, que almacena nuevos artículos al comienzo de cada capítulo. En el camino, se obtiene partes de la armadura legendaria que permiten realizar acciones como escalar o realizar saltos dobles.

## Desarrollo
El productor ejecutivo Hironobu Sakaguchi declaró que la idea del juego surgió por primera vez en febrero de 1997. La idea original de Brave Fencer Musashi era que Miyamoto Musashi luchara en un mundo alternativo al que pertenecía. Si bien el juego se conceptualizó como orientado a la acción, Musashi originalmente estaba destinado a ser un vagabundo, pero luego se cambió a un samaritano itinerante para que pudiera interactuar y ayudar a otros personajes. Durante el desarrollo, el equipo utilizó una base de acción que era crucial para la mecánica de lucha del juego. El director Yoichi Yoshimoto se centró en los aspectos totalmente poligonales del juego que se alejaban de los trabajos anteriores de Square. El equipo de desarrollo priorizó el movimiento de los polígonos en tiempo real y cómo la luz afectaba su apariencia.

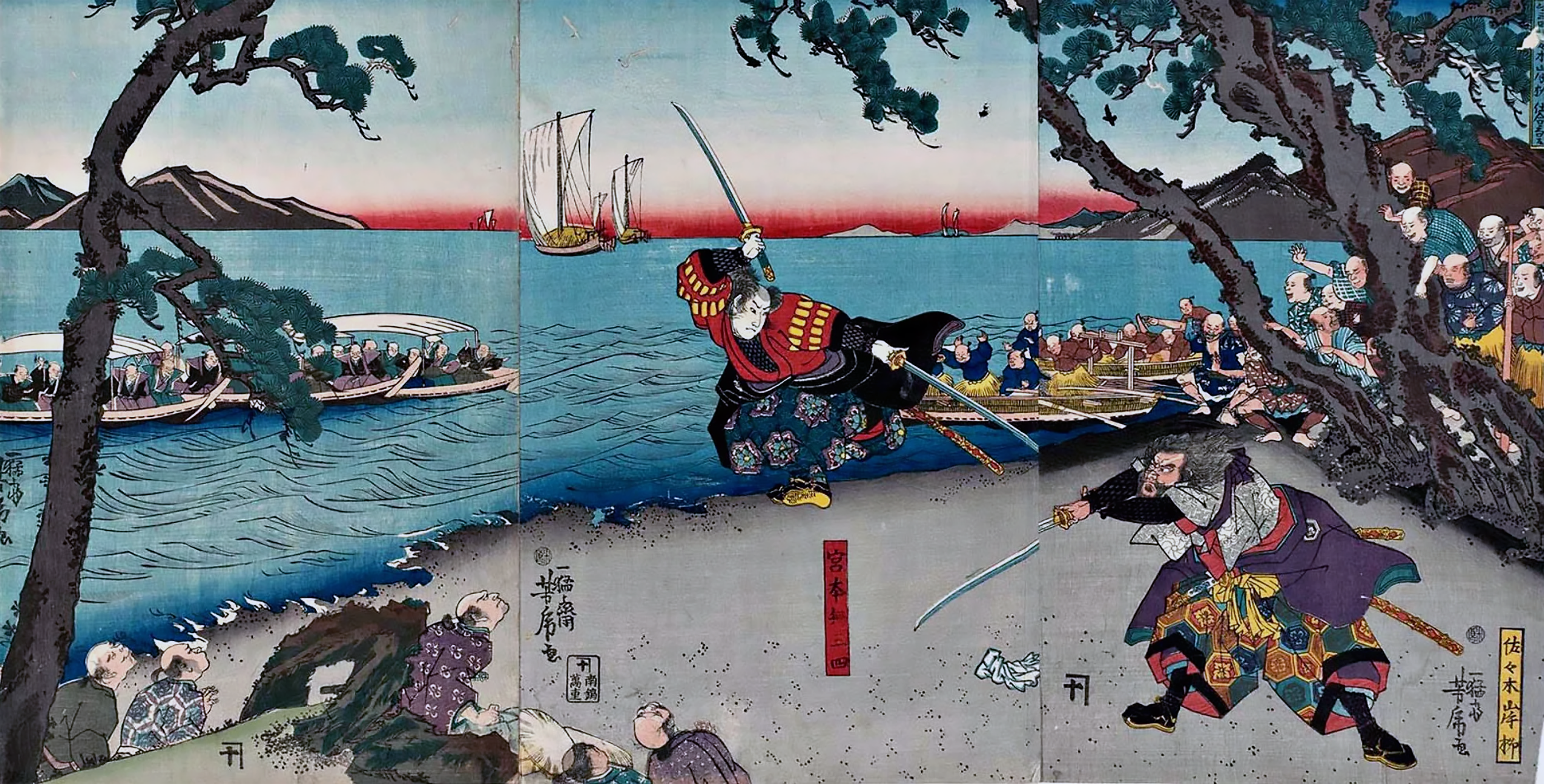
Batalla climática entre Musashi Miyamoto (arriba) y Kojiro Sasaki (abajo)

El personaje, Kojiro, se basó en el espadachín japonés Kojiro Sasaki. Tanto Musashi como Kojiro compartieron un largo relato de rivalidad, de ahí la misma relación de fricción a la que se hizo referencia entre los dos dentro del juego. La leyenda dice que los dos espadachines se prepararon para batirse en duelo. Según se informa, Musashi llegó varias horas tarde para enojar deliberadamente a Kojiro y sus colegas. Otro guiño a Kojiro y el duelo legendario es cuando Musashi lo encontró a él y a la Princesa Fillet en las costas de la Isla de los Dragones. Esta isla Ganryu hace referencia vaga, el lugar designado donde los rivales de toda la vida celebraron su famoso duelo.
Al desarrollar los personajes del juego, Sakaguchi no tenía una opinión positiva sobre la popularidad que llegaría a tener el juego. Sin embargo, después de que el personal diseñó los gráficos y la jugabilidad, quedó sorprendido por el trabajo y comentó que era más interesante. Los personajes fueron diseñados por Koji Matsuoka e ilustrados por Tetsuya Nomura. Cuando el juego se tradujo para su lanzamiento en inglés, los traductores tuvieron que cambiar los nombres a base de alcohol por nombres de refrescos debido a problemas con las tablas de clasificación. Esto resultó en que varios chistes se perdieran en la traducción. El título en inglés del juego se cambió de Brave Fencer Musashiden a Brave Fencer Musashi para evitar confundir a los jugadores no japoneses sobre el nombre del personaje principal, ya que «Musashiden» significa «la historia de Musashi».
La partitura musical del juego fue compuesta y producida por Tsuyoshi Sekito, quien nunca antes había trabajado con Square. The Brave Fencer Musashiden: Original Soundtrack fue lanzado por DigiCube en Japón el 23 de julio de 1998; consta de setenta y ocho pistas que abarcan dos discos compactos en una caja. Una vez finalizado el juego, el equipo se fusionó con los que estaban detrás de Parasite Eve II, Mana y Chrono Cross para crear Final Fantasy XI.

## Lanzamiento y legado
Brave Fencer Musashi se lanzó originalmente en Japón el 16 de julio de 1998. Se relanzó el 29 de junio de 2000 como parte de la Colección Millennium de Square junto con productos que incluyen postales, una combinación de correa para cámara y teléfono celular, una práctica correa y llaveros. Otro relanzamiento japonés fue para PlayStation Network el 9 de julio de 2008. En el mercado norteamericano, se empaquetó el 12 de noviembre de 1998 con el PlayStation 1998 Collector's CD Vol. 2, que contenía una demo de Final Fantasy VIII.
En 2005 se lanzó una adaptación simplificada para teléfonos móviles exclusiva de Japón, retitulada Musashi: Mobile Samurai. Después del lanzamiento del juego, se hicieron planes para una secuela, pero luego se retrasaron durante años. Square Enix desarrolló una secuela de PlayStation 2, titulada Musashi: Samurai Legend, y se lanzó mundialmente en 2005. Square Enix lanzó un videomontaje que celebra el vigésimo aniversario del juego desde su lanzamiento el 16 de julio de 2018.

## Recepción
El juego vendió aproximadamente 648 803 unidades en Japón durante 1998, lo que lo convirtió en el decimoséptimo más vendido del año en esa región. Famitsu le dio un puntaje de 32 de 40.
Recibió críticas «favorables» según el sitio web Metacritic. El crítico de GameSpot, James Mielke, elogió los gráficos de la importación japonesa, calificándolos de «muy bien hechos» y superiores a otros juegos de rol de Square de la época. Las reseñas de IGN y GamePro de Randy Nelson y Robinson Hood, respectivamente, elogiaron de manera similar el «excelente diseño visual» del juego. Las reseñas de GameSpot y GamePro también aprobaron la calidad de la actuación de voz, mientras que Nelson destacó la «banda sonora estelar», pero encontró que la actuación de voz era molesta.
La jugabilidad también fue recibida positivamente; por ejemplo, Robinson Hood compartió su opinión de que al juego le fue bien en la gestión del tiempo. Tanto Nelson como Robinson Hood enfatizaron su disfrute de los elementos de acción del juego. Mielke, aunque sentía que los elementos de acción eran el foco principal del juego, todavía le gustaba la amplia variedad de elementos de juego de rol presentes. Nelson, sin embargo, deseaba que los elementos del juego de rol se hubieran reducido aún más en favor de las partes de acción del juego. Los tres críticos compararon el juego con The Legend of Zelda, como Mielke, quien había discutido el lanzamiento del juego como un competidor directo de esa serie. Tanto GameSpot como IGN sintieron que la comparación no era válida, ya que Musashi se centró mucho más en la acción que en los juegos de rol, lo que resultó en un juego que no era un competidor directo en absoluto.
Next Generation dijo: «En el corazón de Brave Fencer hay un viaje atractivo y desafiante, aunque algo simple, con algunas características muy inteligentes y un elenco entrañable». Edge le dio a la importación japonesa ocho sobre diez, diciendo: «Con Square aún no ha lanzado un juego realmente malo para PlayStation, Brave Fencer Musashiden es otro ejemplo de las formas en que la compañía está ampliando los límites de su mercado principal de juegos de rol sin arriesgarse a un experimento costoso y que dañe la reputación».